# Figlio delle stelle
Figlio delle stelle è un film del 1979 diretto da Carlo Vanzina ed interpretato da Alan Sorrenti.

## Trama
Daniel, giovane cantante, cerca di sfondare nel mondo della musica, ma non ci riesce. Cade così in una crisi depressiva dalla quale esce solo grazie ad una ragazza, Barbara, che si è innamorata di lui, e che lo aiuterà a compiere un viaggio di autogratificazione e ricerca spirituale verso la Thailandia.

## Produzione
Questo film, proposto ai Vanzina da Enrico Lucherini, uscì nelle sale a Pasqua ma fu in insuccesso clamoroso, tanto che si decise dopo pochi giorni di reintitolarlo Tu sei l'unica donna per me nel tentativo di sfruttare l'onda del successo della canzone del protagonista. Secondo Enrico Vanzina, «Sorrenti era molto "fatto": la mattina, l'autista che andava a prenderlo per portarlo sul set doveva buttare giù la porta di casa per svegliarlo».